# スズキ・GSX400F

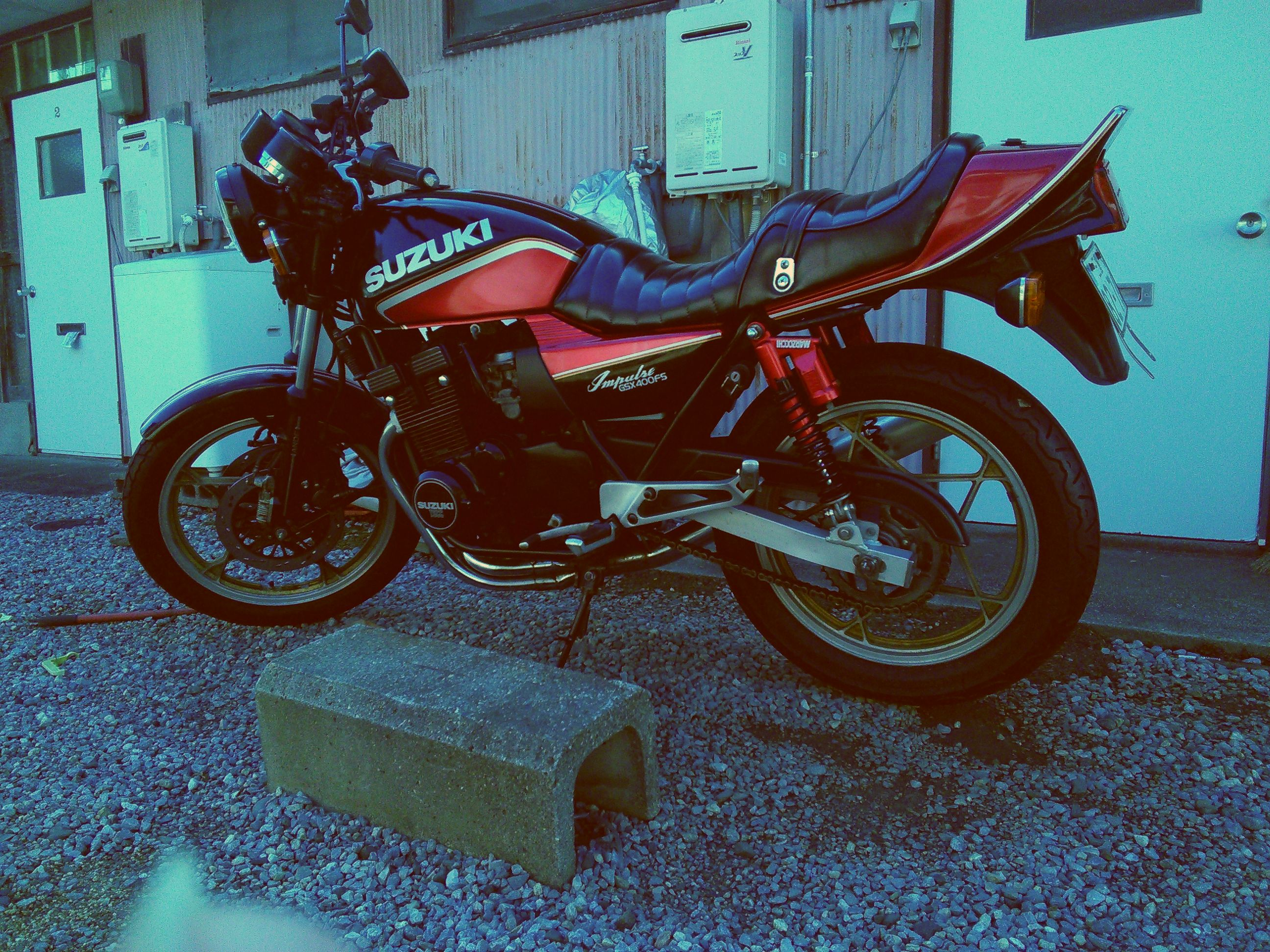
GSX400FSインパルス
（シート、テールカウル、リアショック、マフラーは社外品を装着）

GSX400F（ジーエスエックスよんひゃくエフ）は、スズキが製造販売していたネイキッドタイプのオートバイのシリーズ車種。

## 概要
GSX400シリーズにおいて、GSX400Eシリーズに続いて登場したのが1981年発売のGSX400Fシリーズである。
モデルネーム末尾の「F」は4気筒エンジン搭載車であることを示す記号となる。
両者は先代車種と後継車種との関係ではなく、同クラスの別モデルとして平行してラインナップされた。
スズキ初の400cc4気筒モデルとして登場しGSX400Fには、翌1982年にツートーンの車体色とフロントフォーク周りを強化したGSX400FIIが登場。
さらに同1982年に、FIIをベースとした特別仕様車GSX400FSインパルスが登場。
GSX400FSインパルスは、ヨシムラと共同開発の「サイクロンマフラー」を装備する点が最大の特徴であり、FIIより3馬力上昇させた48PSを発揮するとともに、車重は4kg軽減させた171kgとなった。通称ヨシムラカラーと呼ばれる黒×赤のグラフィックと、シングルシート風の新型シート、黒色塗装仕上げとなったエンジンとマフラー、塗装色を黒色から金色に変更した切削リムホイールなど、スペシャリティに溢れるパッケージングで人気を博した。ただリアブレーキは400F、400FⅡのディスクブレーキに対し、400FSはドラムブレーキであった。
なお、インパルスのサブネームは、後にブランド名としてシリーズ化された。初代GSX400FSインパルス以降、2代目にあたるGSX400Xインパルス（ネイキッド・タイプ）およびGSX400XSインパルス（ハーフカウル・タイプ）、3代目にあたるGK79A型のGSX400インパルスおよびGSX400インパルスTypeS（ビキニカウル装備タイプ）、4代目にあたるGK7CA型のGSX400インパルスおよび名称変更を受けたインパルス400と、四半世紀にわたりインパルス歴代シリーズを形成した。
GSX400Fシリーズは、水冷化された新型エンジンを搭載するGSX400FWが1983年に登場したことにより、GSX400Eシリーズともども販売を終了した。

## モデル一覧
- GSX400F（GK40XF）
- GSX400FII（GK40XF）
- GSX400FSインパルス（GK72A）